# Miacatlán (kommun)
Miacatlán är en kommun i Mexiko.   Den ligger i delstaten Morelos, i den sydöstra delen av landet, 80 km söder om huvudstaden Mexico City.
Följande samhällen finns i Miacatlán:
- Coatetelco
- Miacatlán
- El Mirador
- Xochicalco
- Colonia Vista Hermosa
- Colonia Álvaro Obregón
- Los Linares
- Emiliano Zapata
- La Campesina
- General Pedro Saavedra
- El Muelle
- Colonia 3 de Mayo
- Tlajotla
- El Rincón